# 曲帶恐鶴
曲帶恐鶴（學名：Phorusrhacos），又译曲带鳥、恐鸟、骇鸟、恐鹤，是一屬巨大而不能飛行的獵食鳥類，生存於巴塔哥尼亞，其下只有長顎曲帶恐鶴（P. longissimus）一個物種。牠的最近現存近親是叫鶴科。牠們比叫鶴科大很多。牠們可能生活在南美洲的林地及草原。
在聖克魯斯組地層所發現的骨頭中的一根顎骨，佛羅倫天奴·阿米希諾首先將之描述為屬於貧齒目的。於1891年，這根骨頭被發現是屬於鳥類的。其他的遺骸都是從阿根廷聖克魯斯省的不同位點發現。
曲帶鳥站立時高2.5（8.2英尺）及重130（290英磅）。牠是最大的肉食性鳥類之一，其原始的翼就像是一對有爪的手臂可以捕捉獵物，並以巨大的鳥喙來殺死牠。牠吃細小的哺乳動物及腐屍。相信牠用鳥喙咬緊獵物，並重複拋擲地下，像現今的叫鶴科般。牠的喙及大爪的結構顯示牠是猛禽。牠們會在巴塔哥尼亞的草原及山上追捕細小的爬行動物及哺乳動物。
袋劍虎等有袋類掠食者始终没能斗倒的老对手恐鶴類却成功地继续生存下来，不仅一度移民北美，而且一直坚持到了大约1.5万年前的更新世晚期。目前，恐鹤灭绝的原因仍然是个谜，一般認為是進步的勞亞獸的競爭與環境變化的共同結果。

## 詞源
曲帶恐鶴所代表的恐鶴科因為在古生物學上和流行文化中的重要地位，在中文有著大量繁雜的譯名，如恐鶴、竊鶴、駭鳥、恐鳥（區別於古顎類的恐鳥）等，在此採用“恐鶴”這一折衷的命名方案。
曲帶恐鶴的屬名Phorusrhacos是希臘語 φόρος（phoros，大意為“攜帶者”）與 ῥάκος（rhakos，意為“曲折的面”、“皺褶”）的組合，大意為“曲面攜帶者”，這個名稱實指其下顎標本表面的皺褶。過去曾有人將Phorus誤解成“竊賊”的含義，故被誤譯為“竊鶴”。 其模式種種名longissimus，意為“長的”，指其下顎形態修長。考慮到恐鶴科相較其他鳥類的特異性，能以“○○恐鶴”作為譯名格式，故本詞條採用更準確的翻譯——長顎曲帶恐鶴。

## 異名
長顎曲帶鳥曾以很多不同的異名來描述，包括有：
恐鶴屬的異名：
- 恐鶴屬（Phorusrhacos）Ameghino, 1887[1][6]
- Phororhacos Ameghino, 1889[7]
- Mesembriornis Moreno, 1889
- Stereornis Moreno & Mercerat, 1891
- Darwinornis Moreno & Mercerat, 1891
- Owenornis Moreno & Mercerat, 1891
- Titanornis Mercerat, 1893
- Callornis Ameghino, 1895
- Liornis Ameghino, 1895
- Eucallornis Ameghino, 1901
- 誤併為Phorusrhacus

長腿恐鶴的異名：
- Phororhacos longissimus Ameghino, 1889
- Stereornis rollieri Moreno & Mercerat, 1891
- Stereornis gaundryi Moreno & Mercerat, 1891
- Mesembriornis studeri Moreno & Mercerat, 1891
- Mesembriornis quatrefragesi Moreno & Mercerat, 1891
- Darwinornis copei Moreno & Mercerat, 1891
- Darwinornis zittelli Moreno & Mercerat, 1891
- Darwinornis socialis Moreno & Mercerat, 1891
- Owenornis affinis Moreno & Mercerat, 1891
- Owenornis lydekkeri Moreno & Mercerat, 1891
- Phororhacos sehuensis Ameghino, 1891
- Phororhacos platygnathus Ameghino, 1891
- Titanornis mirabilis Mercerat, 1893
- Callornis giganteus Ameghino, 1895
- Liornis floweri Ameghino, 1895
- Eucallornis giganteus Ameghino, 1901
- Liornis minor Dolgopol de Saez, 1927